# Mount Wright
Mount Wright ist ein über 1800 m hoher Berg unweit der Pennell-Küste im ostantarktischen Viktorialand. Im nördlichen Teil der Admiralitätsberge ragt er 13 km südwestlich des Birthday Point zwischen dem Shipley- und dem Crume-Gletscher auf.
Teilnehmer der Terra-Nova-Expedition (1910–1913) des britischen Polarforschers Robert Falcon Scott benannten ihn nach dem kanadischen Physiker Charles Seymour Wright (1887–1975), der an dieser Forschungsreise beteiligt war.